# Kostelec u Holešova
Kostelec u Holešova är en ort i Tjeckien.   Den ligger i regionen Zlín, i den östra delen av landet, 240 km öster om huvudstaden Prag. Kostelec u Holešova ligger 260 meter över havet och antalet invånare är 971.
Terrängen runt Kostelec u Holešova är platt. Runt Kostelec u Holešova är det ganska tätbefolkat, med 222 invånare per kvadratkilometer. Närmaste större samhälle är Přerov, 10,0 km norr om Kostelec u Holešova. Trakten runt Kostelec u Holešova består till största delen av jordbruksmark.